# Igaraçu do Tietê
Igaraçu do Tietê – miasto i gmina w Brazylii, w stanie São Paulo. Znajduje się w mezoregionie Bauru i mikroregionie Jaú.